# 卡西歐 fx-991CN X
卡西欧 fx-991CNX是卡西欧公司在2014年6月24日发布的面向中文用户的不可编程科学函数计算器，与国际版fx-991EX相对应。该型号具备498种计算功能，用于取代原先的卡西歐 fx-991ES PLUS，并进行了改进，增加了功能，提升了屏幕分辨率，将系统界面简体中文化（亦可以使用英文显示）和图形化，以方便用户使用。

## 外形
卡西欧 fx-991CNX采用了与所有卡西欧CLASSWIZ系列相同的外形，宽77mm，高165.5mm，厚度11.1mm，重约90克。其于2014年发布的版本中正面为黑色，机身背面和保护盖为纯白色。其正面PS塑料材质面板上带有花纹，且第一排按钮为金属质感的塑料按键。而后在2019年推出粉色、白色、蓝色三个版本，第一排按钮为塑料材质。

## 电池供应
使用内置太阳能电池（使用太阳能电池供电时屏幕右上角将有一个太阳状标志）和按钮电池LR44*1。

## 功能
- 卡西欧fx-991CNX拥有十个模式，分别为基本计算、复数计算、统计计算、基数运算、方程式运算、矩阵计算、通过函数生成数学表格、向量计算、不等式计算、比例式计算。

- 拥有科学常数和公制转换功能。
- 自然书写显示与线性显示。
- 线性显示字体大小可调。
- 40个科学常数。
- 40种进制转换。

## 自检
卡西欧fx-991CNX采用了新设计的自检，由两部分组成。

### 一般自检
同时按下SHIFT+7+开机再按9进入，自检顺序为计算功能检查、屏幕检查、硬件状态及系统版本（此时按下菜单显示更多信息）、按键检查、屏幕对比度调节。

### 按键电路及电源检测
同时按下SHIFT+7+开机再按8进入，按屏幕顺序按下按键后，将显示电池与太阳能板状态。